# Ronny Turiaf
Ronny Turiaf (Le Robert, 19 gennaio 1983) è un ex cestista francese.

## Carriera
È cresciuto in Martinica. Parla fluentemente tre lingue: francese, inglese e creolo.
È ritenuto giocatore di grande cuore, apprezzato per la sua intensità di gioco e per l'energia che trasmette, in campo e dalla panchina.

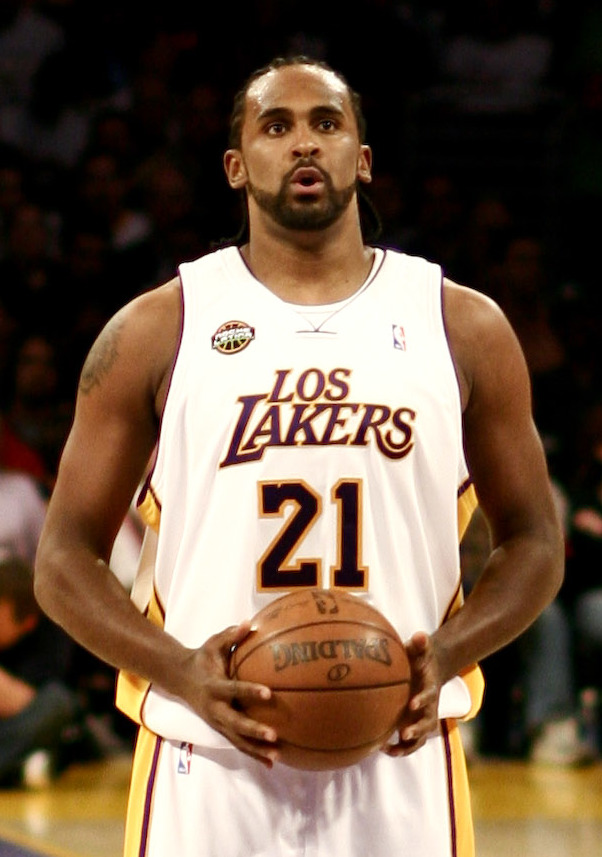
Turiaf effettua un tiro libero con i Los Angeles Lakers.

È stato scelto al secondo giro al numero 37 del draft NBA 2005 dai Los Angeles Lakers. Ha giocato per la nazionale francese agli europei 2006 e ai mondiali
Nel 2007 è stato convocato per gli Europei in Spagna con la maglia della nazionale della Francia.
Ai Lakers gioca per tre stagioni, dal 2005 (con cui firmò nel gennaio 2006) al 2008. Il primo anno giocò solamente 23 partite, di cui una da titolare, a causa di un grave infortunio al cuore che poteva interrompere bruscamente la sua carriera: il 26 luglio 2005, infatti, Turiaf fu costretto a sottoporsi ad un intervento chirurgico a cuore aperto durato ben 6 ore. Le due stagioni successive sono più fortunate, nella seconda stagione realizza 5,3 punti di media a cui si aggiungono 3,6 rimbalzi in 72 partite, nella terza 6,6 punti e 3,9 rimbalzi in 78 gare.
Il 19 luglio 2008 firma ufficialmente con i Golden State Warriors. Alla prima stagione alla franchigia di Oakland porta 5.9 punti, 4,6 rimbalzi e 2,1 di media in partita in 79 partite. La seconda stagione fu meno entusiasmante con all'incirca le stesse medie, ma in 42 gare disputate.
La stagione 2010-11 la gioca ai New York Knicks, con una media di 4,2 punti, 3,2 rimbalzi, 1,4 assist in 64 partite.
Dopo una stagione nella Grande Mela, passa ai Washington Wizards, con cui gioca solo 4 partite prima di venire ceduto ai Denver Nuggets che lo tagliano immediatamente.
Il 21 marzo 2012 firma con i Miami Heat dove sceglie il suo tradizionale numero 21. Con gli Heat Turiaf vince il suo primo e unico anello della sua carriera.
Alla fine della stagione tornò a Los Angeles, ma questa volta andò a giocare nei Clippers, rivali dei Lakers, con cui firmò un annuale da 1.146.337 dollari.
Dopo un anno ai Clippers si trasferisce ai Minnesota Timberwolves, che (dopo un anno e mezzo in cui ha giocato poco) lo cedono ai Philadelphia 76ers nel dicembre 2014, salvo venire tagliato 3 giorni dopo la cessione.

## Statistiche
| † | Denota una stagione in cui ha vinto il titolo |

### NCAA
| Anno      | Squadra          | PG  | PT | MP   | TC%  | 3P%  | TL%  | RP  | AP  | PRP | SP  | PP   |
| --------- | ---------------- | --- | -- | ---- | ---- | ---- | ---- | --- | --- | --- | --- | ---- |
| 2001-2002 | Gonzaga Bulldogs | 32  | 1  | 19,5 | 52,5 | 0,0  | 69,5 | 5,0 | 0,5 | 0,4 | 0,8 | 7,3  |
| 2002-2003 | Gonzaga Bulldogs | 33  | 12 | 24,7 | 51,9 | 16,7 | 76,0 | 6,2 | 0,6 | 0,6 | 1,5 | 15,6 |
| 2003-2004 | Gonzaga Bulldogs | 31  | 29 | 26,9 | 52,5 | 33,3 | 70,8 | 6,4 | 1,5 | 0,5 | 1,5 | 15,5 |
| 2004-2005 | Gonzaga Bulldogs | 31  | 31 | 31,2 | 50,8 | 28,6 | 68,3 | 9,5 | 1,5 | 0,4 | 1,9 | 15,9 |
| Carriera  | Carriera         | 127 | 73 | 25,5 | 51,8 | 22,2 | 71,5 | 6,8 | 1,0 | 0,5 | 1,4 | 13,6 |

#### Massimi in carriera
- Massimo di punti: 40 vs Idaho (24 novembre 2004)[9]
- Massimo di rimbalzi: 14 (5 volte)
- Massimo di assist: 7 vs Portland (29 gennaio 2005)
- Massimo di palle rubate: 4 vs Università del Maryland - College Park (6 dicembre 2003)
- Massimo di stoppate: 6 (2 volte)
- Massimo di minuti giocati: 39 vs Loyola Marymount (10 gennaio 2004)

### NBA

#### Regular Season
| Anno       | Squadra            | PG  | PT  | MP   | TC%  | 3P% | TL%  | RP  | AP  | PRP | SP  | PP  |
| ---------- | ------------------ | --- | --- | ---- | ---- | --- | ---- | --- | --- | --- | --- | --- |
| 2005-2006  | L.A. Lakers        | 23  | 1   | 7,0  | 50,0 | -   | 55,6 | 1,6 | 0,3 | 0,1 | 0,4 | 2,0 |
| 2006-2007  | L.A. Lakers        | 72  | 1   | 15,1 | 54,9 | 0,0 | 66,4 | 3,6 | 0,9 | 0,2 | 1,1 | 5,3 |
| 2007-2008  | L.A. Lakers        | 78  | 21  | 18,7 | 47,4 | 0,0 | 75,3 | 3,9 | 1,6 | 0,4 | 1,4 | 6,6 |
| 2008-2009  | G.S. Warriors      | 79  | 26  | 21,5 | 50,8 | 0,0 | 79,0 | 4,6 | 2,1 | 0,4 | 2,1 | 5,9 |
| 2009-2010  | G.S. Warriors      | 42  | 20  | 20,8 | 58,2 | 0,0 | 47,4 | 4,5 | 2,1 | 0,5 | 1,3 | 4,9 |
| 2010-2011  | N.Y. Knicks        | 64  | 21  | 17,8 | 63,2 | -   | 62,2 | 3,2 | 1,4 | 0,5 | 1,1 | 4,2 |
| 2011-2012† | Wash. Wizards      | 4   | 0   | 14,5 | 100  | -   | -    | 3,0 | 1,3 | 1,5 | 0,8 | 1,5 |
| 2011-2012† | Miami Heat         | 13  | 5   | 17,0 | 53,3 | 0,0 | 59,1 | 4,5 | 0,4 | 0,6 | 1,1 | 3,5 |
| 2012-2013  | L.A. Clippers      | 65  | 10  | 10,8 | 50,5 | -   | 36,5 | 2,3 | 0,5 | 0,3 | 0,5 | 1,9 |
| 2013-2014  | Minnesota T'wolves | 31  | 10  | 19,5 | 59,8 | -   | 42,0 | 5,6 | 0,8 | 0,3 | 1,6 | 4,8 |
| 2014-2015  | Minnesota T'wolves | 2   | 0   | 9,5  | -    | -   | -    | 0,5 | 1,0 | 0,0 | 0,0 | 0,0 |
| Carriera   | Carriera           | 473 | 105 | 17,0 | 53,3 | 0,0 | 63,6 | 3,7 | 1,3 | 0,4 | 1,3 | 4,7 |

#### Playoffs
| Anno     | Squadra       | PG | PT | MP   | TC%  | 3P% | TL%  | RP  | AP  | PRP | SP  | PP  |
| -------- | ------------- | -- | -- | ---- | ---- | --- | ---- | --- | --- | --- | --- | --- |
| 2006     | L.A. Lakers   | 3  | 0  | 8,3  | 60,0 | -   | 83,3 | 2,3 | 0,0 | 0,0 | 0,3 | 3,7 |
| 2007     | L.A. Lakers   | 4  | 0  | 12,0 | 35,7 | -   | 70,0 | 3,0 | 0,3 | 0,5 | 0,3 | 4,3 |
| 2008     | L.A. Lakers   | 19 | 0  | 9,8  | 38,9 | -   | 58,8 | 1,4 | 0,3 | 0,1 | 0,9 | 2,0 |
| 2011     | N.Y. Knicks   | 4  | 4  | 18,8 | 66,7 | -   | 70,0 | 2,8 | 1,0 | 0,3 | 1,5 | 5,8 |
| 2012†    | Miami Heat    | 12 | 7  | 10,1 | 55,6 | -   | 27,3 | 2,6 | 0,1 | 0,1 | 0,7 | 1,9 |
| 2013     | L.A. Clippers | 5  | 0  | 11,8 | 70,0 | -   | 50,0 | 1,6 | 0,0 | 0,2 | 0,6 | 3,2 |
| Carriera | Carriera      | 47 | 11 | 11,0 | 49,5 | -   | 58,6 | 2,0 | 0,2 | 0,1 | 0,8 | 2,7 |

#### Massimi in carriera
- Massimo di punti: 23 vs Golden State Warriors (1º novembre 2006)[10]
- Massimo di rimbalzi: 15 vs Phoenix Suns (8 aprile 2007)
- Massimo di assist: 8 (3 volte)
- Massimo di palle rubate: 3 (6 volte)
- Massimo di stoppate: 6 (2 volte)
- Massimo di minuti giocati: 40 vs Oklahoma City Thunder (21 gennaio 2009)

## Palmarès
- Campionato NBA: 1

Miami Heat: 2012
- Campionato europeo U18 (2000)
- WCC Tournament Loser (2002, 2004, 2005)
- MVP WCC Tournament (2004)
- WCC Player of the Months (2005)
- NBA Western Conference Champion (2008)
- NBA Pacific Division Champion (2008)